# Le lagrime del figliol prodigo
Le lagrime del figliol prodigo (in croato: Suze sina razmetnoga) è il titolo di un poema religioso dello scrittore raguseo Giovanni Gondola (Ivan Gundulić), stampato a Venezia nel 1622.
L'autore trae ispirazione dalla parabola del figliol prodigo, narrata nel vangelo secondo Luca.
Il poema comprende tre lamenti (plač): Il peccato (Sagrješenje), Il ravvedimento (Spoznaja) e Il pentimento (Skrušenje).
La concezione della vita espressa nell'opera è pienamente barocca.

## Differenze dal Vangelo
Nel Vangelo la parabola è raccontata in una ventina di righe, mentre Gondola compone 1332 versi. 
Nell'originale, inoltre, il figlio sperpera tutte le sue ricchezze in una generica ricerca del piacere; qui viene spinto dall'amore per una donna, che cerca di conquistare colmandola di doni preziosi.
Infine, viene tralasciata la parte conclusiva della parabola, nella quale compare il fratello maggiore. Perciò cambia in parte anche la morale; mentre nel finale il Vangelo si rivolge ai giusti, esortandoli a far festa per le pecorelle ritrovate, Gondola si limita al peccatore, evidenziando la bontà di Dio, che perdona chi si pente sinceramente.

## Riassunto

### Il peccato
Il figlio piange amaramente i propri peccati, invocando le Persone della SS. Trinità. Si rivolge poi a tutti gli uomini, esortandoli a fuggire il peccato. Ripensa ai tempi in cui viveva nella casa paterna e godeva del lusso sfrenato, menando una vita disordinata. Ora, invece, si ritrova solo ed affamato in terra ignota, la montagna è la sua dimora, i porci i suoi compagni, e la fredda pietra il suo guanciale. 
Accecato dalla bellezza di una donna dall'avidità insaziabile, ha sperperato tutti i suoi averi nel vano tentativo di conquistarla, incorrendo così nella rovina materiale e spirituale.

### Il ravvedimento
Il figlio spera di morire di fame o di venir divorato dalle fiere, ma neanche le bestie gli si avvicinano, essendo egli impuro. Riflette sulla bellezza, fonte dei suoi mali, e la paragona ad un albero che cresce e si espande senza dar frutti, facendo solo tanta ombra. Si ravvede, prende coscienza della gravità dei suoi errori. I capelli dorati di una volta sono ora serpi che mordono, il volto un tempo ricoperto di rose è ora erbaccia, le labbra di miele sono veleno. Sedotto dalla gioventù, dalla libertà e dalla brama di piaceri carnali, ha abbandonato il paese natio, ha vagato per terre lontane in cerca della felicità, trovandovi invece angoscia e dolore. Con la sua vita, egli è testimone di un mondo fondato su estremità opposte che si alternano; tutto ciò che è bello cela un orrore, tutto ciò che inizia finisce. Nulla dura, tutto è effimero e cade nell'oblio. 
Pensa poi alla morte terrena, che però è ben poca cosa rispetto alla morte dell'anima, che priva l'uomo della salvezza eterna. 
L'anima del figlio anela alla purezza e teme le pene infernali.

### Il pentimento
È descritta la potenza di Dio, che pur potendo operare ogni genere di miracoli, non viola la libertà dell'uomo. Il figlio ha vissuto da peccatore, ma ora si pente: è avvenuto il più grande miracolo, la conversione di un peccatore.
Egli cade a terra piangendo e confessa le proprie colpe. Riflette sulla bontà di Dio, che per l'uomo creò il mondo, procurandogli da mangiare e da bere, concedendogli autorità sul mondo animale e vegetale, dotandolo di ragione per discernere il bene dal male; eppure l'uomo si dimostra ingrato e indegno di tutto ciò.
Il figlio, poi, purificato, si rialza e torna dal padre, al quale chiede perdono e si offre di lavorare come servitore. Il genitore lo accoglie con gioia, gli dà il bacio del perdono, la bianca tunica della purezza e l'anello in segno di amore, festeggiando e lodando Dio.